# 하인츠 링에
하인츠 링에(독일어: Heinz Linge, 1913년 3월 23일 ~ 1980년 3월 9일)는 아돌프 히틀러의 경호원으로 오토 귄셰와 함께 히틀러의 시신을 소각하는 임무를 맡았다.

## 생애
독일 브레멘에서 태어난 하인츠 링에는 학교졸업 후 벽돌공으로 일하다가 1932년에 나치당에 입당해 다시 슈츠슈타펠에 입대했다. 1933년에 요제프 디트리히에 의해 117명의 히틀러 경호원으로 선발되었는데 링에는 베를린의 총리 관저, 베르히테스가덴, 괴팅겐의 늑대소굴, 퓌러엄폐호 등 히틀러가 있는 곳에서 잡무를 도맡았다. 
1945년 베를린 전투가 한창일 때 히틀러의 마지막을 목격한 증인이기도 하여 링에는 자살한 히틀러의 유해를 소각하는 임무를 맡기도 했다. 패전 후 소련군에 의해 체포된 링에는 히틀러의 죽음에 대해 진상을 밝히라는 고문을 받았다.
그 후 소련에서 25년간의 강제노역형에 처해졌지만 1955년에 풀려나 서독으로 귀환해 1980년에 고향인 브레멘에서 사망했다.

### 참고 문헌
- Hoffmann, Peter (2000) [1979]. 《Hitler's Personal Security: Protecting the Führer 1921-1945》. New York: Da Capo Press. ISBN 978-0-30680-947-7.
- Joachimsthaler, Anton (1999) [1995]. 《The Last Days of Hitler: The Legends, The Evidence, The Truth》. Brockhampton Press. ISBN 978-1-86019-902-8.
- Linge, Heinz (2009). 《With Hitler to the End》. Frontline Books–Skyhorse Publishing. ISBN 978-1-60239-804-7.
- O'Donnell, James P. (2001) [1978]. 《The Bunker》. New York: Da Capo Press. ISBN 978-0-306-80958-3.